# 레드불 아레나 (잘츠부르크)
레드불 아레나(Red Bull Arena)는 오스트리아 잘츠부르크 교외에 위치한 지방 자치체인 발스지첸하임에 위치한 축구 경기장으로 FC 레드불 잘츠부르크의 홈 구장으로 사용되고 있다. 2003년 3월 개장했으며 31,895명을 수용할 수 있다.
과거 발스지첸하임 슈타디온(독일어: Stadion Wals-Siezenheim)이라는 이름으로 부르기도 했던 경기장이며 UEFA 유로 2008 경기장으로 선정되었다. UEFA 유로 2008 기간 동안에는 발스지첸하임 유럽 축구 선수권 대회 경기장(EM-Stadion Wals-Siezenheim)이라는 이름을 사용했고 UEFA가 주관하는 클럽 대항전에서는 슈타디온 잘츠부르크(Stadion Salzburg)라는 이름을 사용한다.
2003년 3월 개장했으며 예전 수용인원은 18,200석였으나 유로 2008을 위해 3만명 이상으로 확장하였다.
2005년 폴리탄의 FIFA 2성급 권장 40mm 리가투르프(25mm 탄성층)을 설치했지만 2010년 여름 이후 천연잔디로 교체되었다.

## 사진

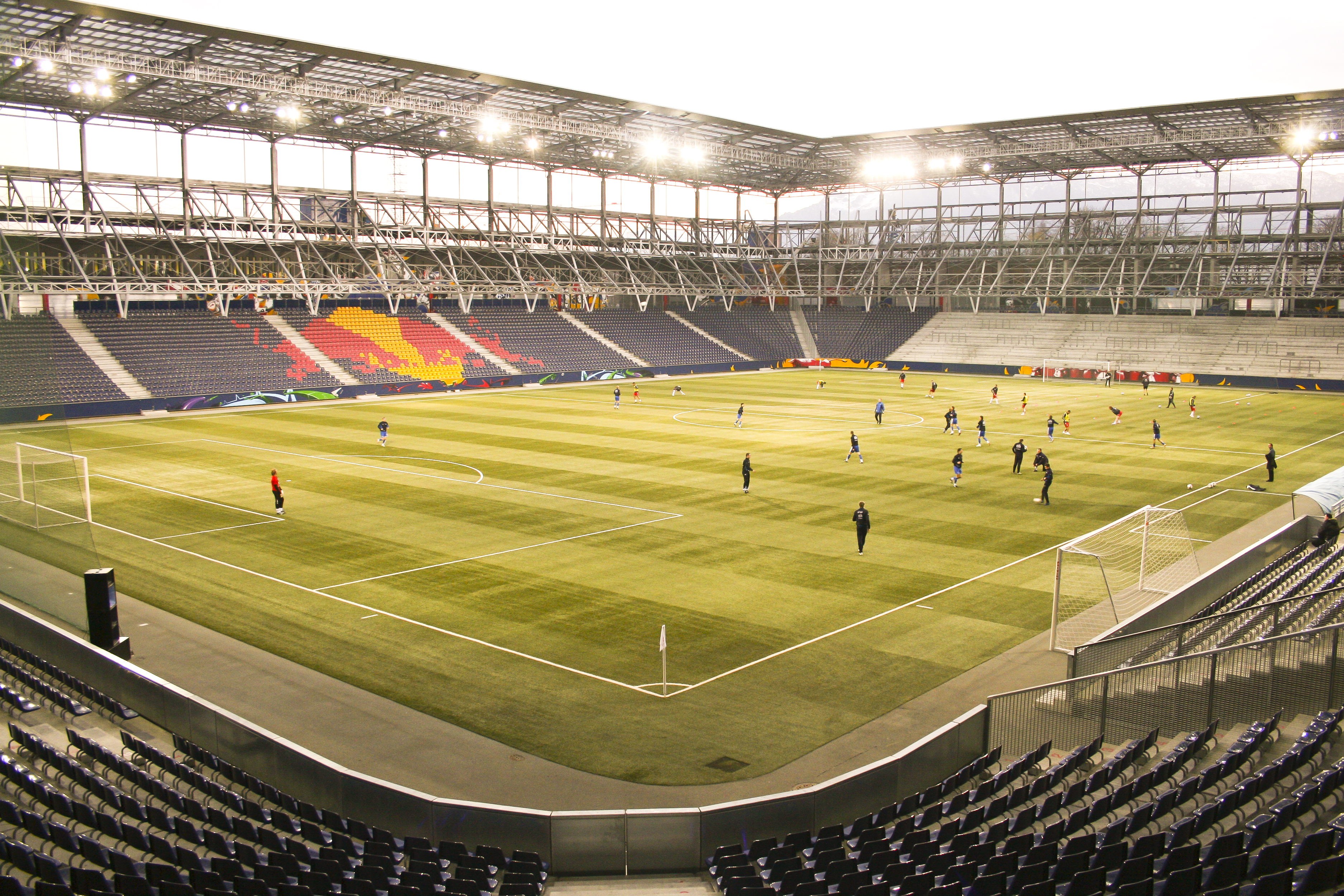
경기장 내부 모습